# Grundle

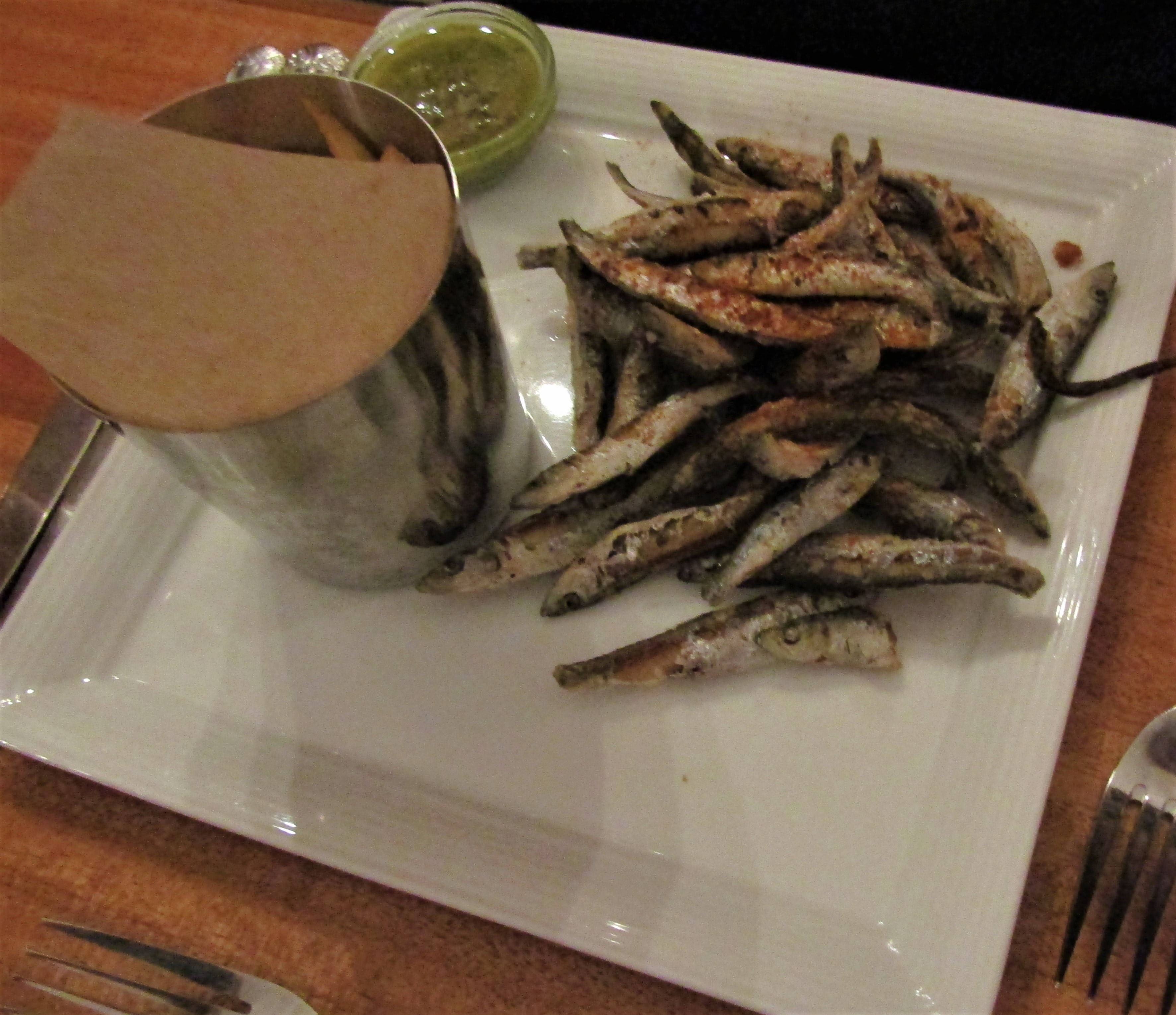
Grundle v britské restauraci, 2020

Grundle je označení pro malé drobné ryby a rovněž pokrmy z nich připravované, a to zpravidla smažením vcelku. Mohou být obalované (například v trojobalu) či samotné. V českém prostředí se jednalo historicky zejména o mřenku mramorovanou a hrouzka obecného (německy Gründling). Známé byly především grundle připravované v pražském Podolí.